# جورج استرنج
جورج استرنج (انگلیسی: George Strange; ۹ نوامبر ۱۸۸۰ – ۲۲ ژوئن ۱۹۶۱) قایقران روئینگ اهل کانادا بود.